# Erythrina verna
Erythrina verna Vell. è un albero della famiglia delle Fabacee (o Leguminose), originaria dell'America Meridionale (Bolivia e Brasile).

## Descrizione

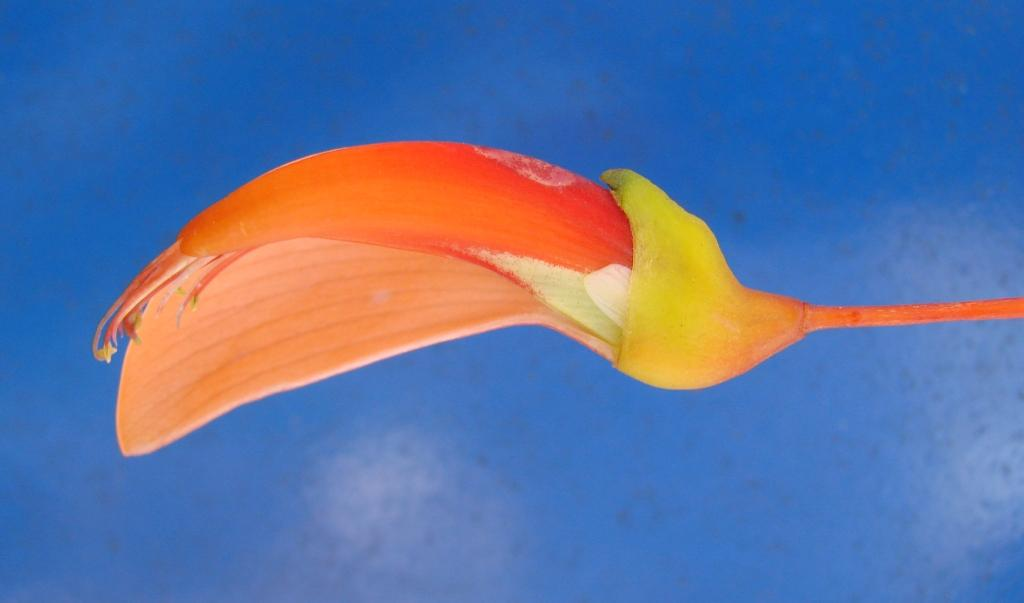
Fiore

## Usi
È spesso coltivata come pianta ornamentale.
È una pianta medicinale: ha proprietà sedative, ansiolitiche e anticonvulsive.